# Charles Yosei Muneria
Charles Yosei Muneria (geboren am 10. Februar 1996) ist ein kenianischer Langstreckenläufer, der durch Teilnahmen an Leichtathletik- und Langlaufwettbewerben bekannt wurde. Er vertrat sein Land bei den Olympischen Sommerspielen 2016. Bei den Crosslauf-Afrikameisterschaften 2016 gewann er eine Einzel- und eine Mannschaftsmedaille. Beim Münster-Marathon stellte er im September 2023 einen neuen Streckenrekord auf.

## Karriere
Erstmals trat Muneria bei marokkanischen Straßenläufen an, wo er 2014 beim 10-km-Lauf in Marrakesch und 2015 beim Halbmarathon in Rabat den achten Platz belegte. Der Durchbruch über 10.000 Meter folgte bei den kenianischen Leichtathletik-Meisterschaften 2015, wo er mit einer Zeit von 27:54,6 Minuten Zweiter wurde, obwohl er bei den Qualifizierungsläufen für die Weltmeisterschaft langsamer war. Nach einem vierten Platz bei den kenianischen Crosslaufmeisterschaften wurde er erstmals in die nationale Auswahl berufen. Bei den Crosslauf-Afrikameisterschaften 2016 gewann er die Bronzemedaille und verhalf Kenia an der Seite des Siegers James Gitahi Rungaru zur Mannschaftsgoldmedaille. Bei den kenianischen Olympia-Trials 2016 überraschte er mit einem zweiten Platz über 10.000 m hinter Paul Tanui. In einer ungewöhnlichen Auswahlentscheidung wurde er zunächst in das 10.000-Meter-Team aufgenommen, dann aber für das kürzere 5000-Meter-Rennen gemeldet. Bei den Olympischen Spielen 2016 in Rio war er neben Caleb Ndiku und Isiah Koech einer von drei Kenianern, die das olympische 5000-Meter-Finale nicht erreichten. Dies war das erste Mal in der kenianischen Olympiageschichte seit 1956 der Fall.

## Persönliche Bestzeiten
- 5000 Meter – 13:23,79 min (2016)
- 10.000 Meter – 27:57,07 min (2016)

Quelle: All-Athletics

## Internationale Wettkämpfe
| Jahr | Veranstaltung                        | Ort                       | Platzierung              | Disziplin            | Ergebnis     |
| ---- | ------------------------------------ | ------------------------- | ------------------------ | -------------------- | ------------ |
| 2016 | Crosslauf-Afrikameisterschaften 2016 | Yaoundé, Kamerun          | 3. Platz (Einzelwertung) | 10.000 m             | 26:46 min    |
| 2016 | Crosslauf-Afrikameisterschaften 2016 | Yaoundé, Kamerun          | 1. Platz (Teamwertung)   | 10.000 m             | 26:46 min    |
| 2016 | Olympische Sommerspiele 2016         | Rio de Janeiro, Brasilien | 27. Platz                | 5000 m               | 13:30,95 min |
| 2019 | Afrikaspiele                         | Rabat, Marokko            | –                        | 10.000 m             | DNF          |
| 2023 | Münster-Marathon                     | Münster, NRW              | 1. Platz                 | Marathon (42,195 km) | 2:09:06 h    |